# نجع حمادی
نَجع حَمّادی (به عربی: نجع حمادي) نام شهر و شهرستانی در استان قنای مصر است.
در دسامبر سال ۱۹۴۵، در نزدیکی این شهر و در یک زمین کشاورزی، دهقانی مصری به نام محمد السمّان، کوزه‌ای حاوی ۱۲ طومار را کشف کرد که در آن اناجیل و کتب گنوستیک اغلب مربوط به قرن چهارم و سوم میلادی موجود بود. آئین گنوستیک، نوعی مشرب عرفانی است که در اوایل قرن دوم میلادی در خاورمیانه رواج یافت، گرچه سه قرن پیش از آن در اسکندریه و برخی نقاط مصر بزرگ پیروانی داشت. این آیین قائل به اصالت معرفت و نه شرایع است و نیز نوع متأخر آن بر دوگانگی ذات خداوند تأکید دارد.